# NGC 3592
NGC 3592 (другие обозначения — UGC 6267, MCG 3-29-11, ZWG 96.11, PGC 34248) — спиральная галактика (Sc) в созвездии Льва. Открыта Альбертом Мартом в 1865 году.
Галактика наблюдается с ребра, на фоне её диска заметна пылевая полоса. Диск имеет довольно красный показатель цвета в ультрафиолетовом диапазоне, следов взаимодействия с другими галактиками не наблюдается.
Этот объект входит в число перечисленных в оригинальной редакции «Нового общего каталога».
Галактика NGC 3592 входит в состав группы галактик NGC 3686. Помимо NGC 3592 в группу также входят ещё 22 галактики.